# San Juan Tecomatlán
San Juan Tecomatlán es una localidad del estado mexicano de Jalisco. Es parte del municipio de Poncitlán.

## Toponimia
El nombre «San Juan» hace referencia al santo patrono de la localidad: Juan el Evangelista. El nombre «Tecomatlán» proviene de los términos en náhuatl: tecomatl, tecomate; tlan, lugar de abundancia. Su significado es «Lugar donde abundan los tecomates».

## Demografía
| Gráfica de evolución demográfica |
|                                  |

| Censo | Población |
| ----- | --------- |
| 1900  | 679       |
| 1910  | 625       |
| 1921  | 673       |
| 1930  | 639       |
| 1940  | 585       |
| 1950  | 762       |
| 1960  | 841       |
| 1970  | 1 118     |
| 1980  | 1 085     |
| 1990  | 1 336     |
| 2000  | 1 741     |
| 2010  | 1 950     |
| 2020  | 2 136     |